# Grand Prix Formule 1 van de Verenigde Staten 2016
De Grand Prix Formule 1 van de Verenigde Staten 2016 werd gehouden op 23 oktober 2016 op het Circuit of the Americas. Het was de achttiende race van het kampioenschap.

## Vrije trainingen
- Er wordt enkel de top 5 weergegeven.

| Vrije training 1 | Pos | No | Coureur          | Constructeur         | Tijd     |
| ---------------- | --- | -- | ---------------- | -------------------- | -------- |
| Vrije training 1 | 1   | 44 | Lewis Hamilton   | Mercedes             | 1:37.428 |
| Vrije training 1 | 2   | 6  | Nico Rosberg     | Mercedes             | 1:37.743 |
| Vrije training 1 | 3   | 33 | Max Verstappen   | Red Bull-TAG Heuer   | 1:39.379 |
| Vrije training 1 | 4   | 7  | Kimi Räikkönen   | Ferrari              | 1:39.407 |
| Vrije training 1 | 5   | 27 | Nico Hülkenberg  | Force India-Mercedes | 1:39.712 |
| Vrije training 2 | Pos | No | Coureur          | Constructeur         | Tijd     |
| Vrije training 2 | 1   | 6  | Nico Rosberg     | Mercedes             | 1:37.358 |
| Vrije training 2 | 2   | 3  | Daniel Ricciardo | Red Bull-TAG Heuer   | 1:37.552 |
| Vrije training 2 | 3   | 44 | Lewis Hamilton   | Mercedes             | 1:37.649 |
| Vrije training 2 | 4   | 5  | Sebastian Vettel | Ferrari              | 1:38.178 |
| Vrije training 2 | 5   | 33 | Max Verstappen   | Red Bull-TAG Heuer   | 1:38.258 |
| Vrije training 3 | Pos | No | Coureur          | Constructeur         | Tijd     |
| Vrije training 3 | 1   | 33 | Max Verstappen   | Red Bull-TAG Heuer   | 1:36.766 |
| Vrije training 3 | 2   | 3  | Daniel Ricciardo | Red Bull-TAG Heuer   | 1:37.032 |
| Vrije training 3 | 3   | 7  | Kimi Räikkönen   | Ferrari              | 1:37.284 |
| Vrije training 3 | 4   | 44 | Lewis Hamilton   | Mercedes             | 1:37.483 |
| Vrije training 3 | 5   | 6  | Nico Rosberg     | Mercedes             | 1:37.784 |

Testcoureurs in vrije training 1:
 Alfonso Celis Jr. (Force India-Mercedes, P17)
 Jordan King (MRT-Mercedes, P20)

## Kwalificatie
Lewis Hamilton behaalde voor Mercedes zijn negende pole position van het seizoen door teamgenoot Nico Rosberg te verslaan. Daniel Ricciardo werd derde, voor zijn Red Bull-teamgenoot Max Verstappen op de vierde plaats. Het Ferrari-duo Kimi Räikkönen en Sebastian Vettel eindigde als vijfde en zesde. Force India-coureur Nico Hülkenberg kwalificeerde zich als zevende, voor de Williams-auto's van Valtteri Bottas en Felipe Massa en de Toro Rosso van Carlos Sainz jr., die de top 10 afsloot.
In Q2 reden alle rijders hun snelste tijd op de "supersoft" band met uitzondering van Hamilton, Rosberg en Verstappen.

### Kwalificatie-uitslag
| Pos                 | No | Coureur           | Constructeur         | Q1       | Q2       | Q3       | Grid |
| ------------------- | -- | ----------------- | -------------------- | -------- | -------- | -------- | ---- |
| 1                   | 44 | Lewis Hamilton    | Mercedes             | 1:36.296 | 1:36.450 | 1:34.999 | 1    |
| 2                   | 6  | Nico Rosberg      | Mercedes             | 1:36.397 | 1:36.351 | 1:35.215 | 2    |
| 3                   | 3  | Daniel Ricciardo  | Red Bull-TAG Heuer   | 1:36.759 | 1:36.255 | 1:35.509 | 3    |
| 4                   | 33 | Max Verstappen    | Red Bull-TAG Heuer   | 1:36.613 | 1:36.857 | 1:35.747 | 4    |
| 5                   | 7  | Kimi Räikkönen    | Ferrari              | 1:36.985 | 1:36.584 | 1:36.131 | 5    |
| 6                   | 5  | Sebastian Vettel  | Ferrari              | 1:37.151 | 1:36.462 | 1:36.358 | 6    |
| 7                   | 27 | Nico Hülkenberg   | Force India-Mercedes | 1:36.950 | 1:36.626 | 1:36.628 | 7    |
| 8                   | 77 | Valtteri Bottas   | Williams-Mercedes    | 1:37.456 | 1:37.202 | 1:37.116 | 8    |
| 9                   | 19 | Felipe Massa      | Williams-Mercedes    | 1:37.402 | 1:37.214 | 1:37.269 | 9    |
| 10                  | 55 | Carlos Sainz jr.  | Toro Rosso-Ferrari   | 1:37.744 | 1:37.175 | 1:37.326 | 10   |
| 11                  | 11 | Sergio Pérez      | Force India-Mercedes | 1:37.345 | 1:37.353 |          | 11   |
| 12                  | 14 | Fernando Alonso   | McLaren-Honda        | 1:37.913 | 1:37.417 |          | 12   |
| 13                  | 26 | Daniil Kvjat      | Toro Rosso-Ferrari   | 1:37.844 | 1:37.480 |          | 13   |
| 14                  | 21 | Esteban Gutiérrez | Haas-Ferrari         | 1:38.053 | 1:37.773 |          | 14   |
| 15                  | 30 | Jolyon Palmer     | Renault              | 1:38.084 | 1:37.935 |          | 15   |
| 16                  | 9  | Marcus Ericsson   | Sauber-Ferrari       | 1:38.040 | 1:39.356 |          | 16   |
| 17                  | 8  | Romain Grosjean   | Haas-Ferrari         | 1:38.308 |          |          | 17   |
| 18                  | 20 | Kevin Magnussen   | Renault              | 1:38.317 |          |          | 18   |
| 19                  | 22 | Jenson Button     | McLaren-Honda        | 1:38.327 |          |          | 19   |
| 20                  | 94 | Pascal Wehrlein   | MRT-Mercedes         | 1:38.548 |          |          | 20   |
| 21                  | 12 | Felipe Nasr       | Sauber-Ferrari       | 1:38.583 |          |          | 21   |
| 22                  | 31 | Esteban Ocon      | MRT-Mercedes         | 1:38.806 |          |          | 22   |
| 107% tijd: 1:43.036 |    |                   |                      |          |          |          |      |

## Race
De race werd gewonnen door Lewis Hamilton, die hiermee zijn zevende overwinning van het seizoen en zijn vijftigste Formule 1-overwinning in totaal behaalde. Teamgenoot Nico Rosberg werd tweede, terwijl Daniel Ricciardo het podium compleet maakte. Sebastian Vettel eindigde als vierde, ondanks dat hij twee ronden voor het eind van de race nog een pitstop maakte. Fernando Alonso werd voor McLaren vijfde na een gevecht in de laatste ronden waarbij hij zowel Carlos Sainz jr. als Felipe Massa inhaalde. Sainz werd zesde, terwijl Massa vanwege een lekke band de pitstraat moest bezoeken en zevende werd. Force India-coureur Sergio Pérez eindigde als achtste, ondanks een touché met de Toro Rosso van Daniil Kvjat tijdens de eerste ronde van de race. De top 10 werd afgesloten door de McLaren van Jenson Button en de Haas van Romain Grosjean, die voor het eerst in negen races in de top 10 eindigde en tijdens de eerste thuisrace van zijn team meteen een punt behaalde.
Renault-coureur Kevin Magnussen kreeg na afloop van de race een straf van vijf seconden vanwege een illegale inhaalactie op Daniil Kvjat, waardoor hij terugviel achter de Toro Rosso-rijder.

### Race-uitslag
| Pos | No | Coureur           | Constructeur         | Rondes | Tijd/Oorzaak uitval | Grid | Punten |
| --- | -- | ----------------- | -------------------- | ------ | ------------------- | ---- | ------ |
| 1   | 44 | Lewis Hamilton    | Mercedes             | 56     | 1:38:12.618         | 1    | 25     |
| 2   | 6  | Nico Rosberg      | Mercedes             | 56     | +4.520              | 2    | 18     |
| 3   | 3  | Daniel Ricciardo  | Red Bull-TAG Heuer   | 56     | +19.692             | 3    | 15     |
| 4   | 5  | Sebastian Vettel  | Ferrari              | 56     | +43.134             | 6    | 12     |
| 5   | 14 | Fernando Alonso   | McLaren-Honda        | 56     | +1:33.953           | 12   | 10     |
| 6   | 55 | Carlos Sainz jr.  | Toro Rosso-Ferrari   | 56     | +1:36.124           | 10   | 8      |
| 7   | 19 | Felipe Massa      | Williams-Mercedes    | 55     | +1 ronde            | 9    | 6      |
| 8   | 11 | Sergio Pérez      | Force India-Mercedes | 55     | +1 ronde            | 11   | 4      |
| 9   | 22 | Jenson Button     | McLaren-Honda        | 55     | +1 ronde            | 19   | 2      |
| 10  | 8  | Romain Grosjean   | Haas-Ferrari         | 55     | +1 ronde            | 17   | 1      |
| 11  | 26 | Daniil Kvjat      | Toro Rosso-Ferrari   | 55     | +1 ronde            | 13   |        |
| 12  | 20 | Kevin Magnussen   | Renault              | 55     | +1 ronde            | 18   |        |
| 13  | 30 | Jolyon Palmer     | Renault              | 55     | +1 ronde            | 15   |        |
| 14  | 9  | Marcus Ericsson   | Sauber-Ferrari       | 55     | +1 ronde            | 16   |        |
| 15  | 12 | Felipe Nasr       | Sauber-Ferrari       | 55     | +1 ronde            | 21   |        |
| 16  | 77 | Valtteri Bottas   | Williams-Mercedes    | 55     | +1 ronde            | 8    |        |
| 17  | 94 | Pascal Wehrlein   | MRT-Mercedes         | 55     | +1 ronde            | 20   |        |
| 18  | 31 | Esteban Ocon      | MRT-Mercedes         | 55     | +2 ronden           | 22   |        |
| DNF | 7  | Kimi Räikkönen    | Ferrari              | 38     | Wielmoer            | 5    |        |
| DNF | 33 | Max Verstappen    | Red Bull-TAG Heuer   | 28     | Versnellingsbak     | 4    |        |
| DNF | 21 | Esteban Gutiérrez | Haas-Ferrari         | 16     | Remmen              | 14   |        |
| DNF | 27 | Nico Hülkenberg   | Force India-Mercedes | 1      | Schade ongeluk      | 7    |        |

## Tussenstanden Grand Prix
Betreft tussenstanden na afloop van de race.

### Coureurs
| Positie | No. | Rijder           | Team                 | Punten |
| ------- | --- | ---------------- | -------------------- | ------ |
| 01      | 6   | Nico Rosberg     | Mercedes             | 331    |
| 02      | 44  | Lewis Hamilton   | Mercedes             | 305    |
| 03      | 3   | Daniel Ricciardo | Red Bull-TAG Heuer   | 227    |
| 04      | 5   | Sebastian Vettel | Ferrari              | 177    |
| 05      | 7   | Kimi Räikkönen   | Ferrari              | 170    |
| 06      | 33  | Max Verstappen   | Red Bull-TAG Heuer   | 165    |
| 07      | 11  | Sergio Pérez     | Force India-Mercedes | 84     |
| 08      | 77  | Valtteri Bottas  | Williams-Mercedes    | 81     |
| 09      | 27  | Nico Hülkenberg  | Force India-Mercedes | 54     |
| 10      | 14  | Fernando Alonso  | McLaren-Honda        | 52     |

### Constructeurs
| Positie | Team                 | Punten |
| ------- | -------------------- | ------ |
| 01      | Mercedes             | 636    |
| 02      | Red Bull-TAG Heuer   | 400    |
| 03      | Ferrari              | 347    |
| 04      | Force India-Mercedes | 138    |
| 05      | Williams-Mercedes    | 130    |
| 06      | McLaren-Honda        | 74     |
| 07      | Toro Rosso-Ferrari   | 55     |
| 08      | Haas-Ferrari         | 29     |
| 09      | Renault              | 8      |
| 10      | MRT-Mercedes         | 1      |